# Hanthana Linux
 (mai 2010).
Si vous disposez d'ouvrages ou d'articles de référence ou si vous connaissez des sites web de qualité traitant du thème abordé ici, merci de compléter l'article en donnant les références utiles à sa vérifiabilité et en les liant à la section « Notes et références ».
Hanthana Linux est un système d'exploitation Linux basé et un remix Fedora appropriés pour le bureau et les utilisateurs de portables. Hanthana Linux, développé par une communauté de bénévoles basé au Sri Lanka, offre multimédia complète du soutien, notamment en charge la lecture MP3 et DVD en ajoutant un logiciel de RPM Fusion et dépôts de logiciels Livna par défaut.
Il a été créé par [Qui ?] en [Quand ?] et est actuellement utilisé par [Combien ?].